# 6 (Mucc)
6 è un album pubblicato dai Mucc il 26 aprile 2006 in Giappone, e il 12 maggio 2006 in Europa. La prima stampa ebbe diversi artwork. L'album raggiunse la posizione nº 29 nella classifica Oricon.

## Tracce
1. 666 – 1:27 (musica: Miya)
2. Kūkyo na Heya (空虚な部屋) – 4:45 (testo: Tatsurou – musica: Miya)
3. Akai Sora (赤い空) – 3:02 (testo: Miya – musica: Miya)
4. Haribote no Otona (はりぼてのおとな) – 5:23 (testo: Tatsurou – musica: Miya)
5. Forty-Six (フォーティーシックス) – 2:21 (testo: Miya – musica: Miya)
6. Kami no Hoshi (神の星) – 2:25 (testo: Tatsurou – musica: Yukke)
7. Haru, Kaze no Fuita Hi (春、風のふいた日) – 3:03 (testo: Tatsurou – musica: Satochi)
8. Yūbeni (夕紅) – 3:05 (testo: Miya – musica: Satochi)
9. Haruka (遥か) – 5:18 (testo: Tatsurou – musica: Tatsurou)